# Melissa Bean

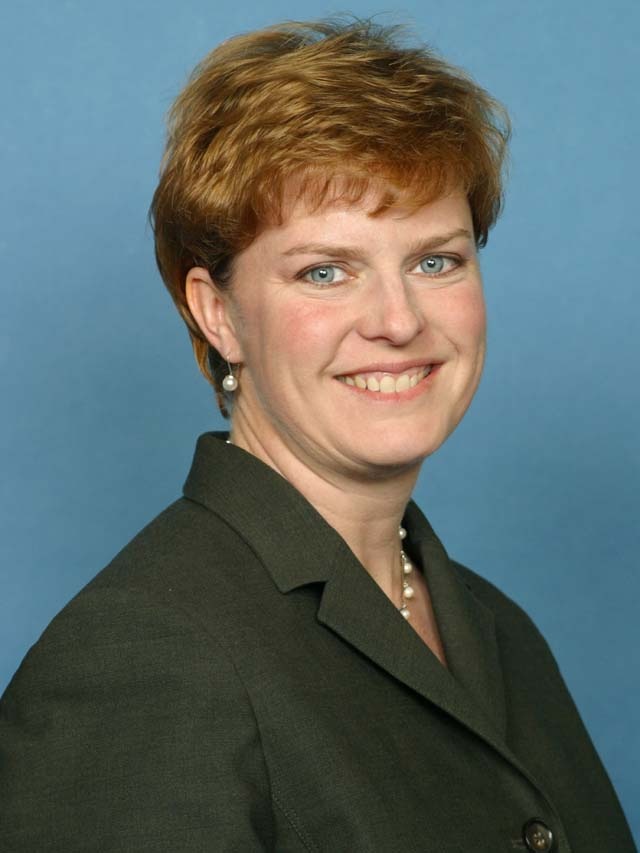
Melissa Bean

Melissa Luburić Bean (* 22. Januar 1962 in Chicago, Illinois) ist eine US-amerikanische Politikerin. Sie vertrat den Bundesstaat Illinois von 2005 bis 2011 im US-Repräsentantenhauses. Die Demokratin hatte das Mandat, seitdem sie 2004 überraschend den langjährigen republikanischen Abgeordneten Phil Crane in der Wahl schlug.

## Familie und berufliche Laufbahn
Melissa Bean ist das Kind serbischer Einwanderer. Sie ist bekennende orthodoxe Christin. Zusammen mit ihrem Mann und ihren beiden Kindern lebt sie in Barrington. Bean studierte erfolgreich an der Roosevelt University in Chicago; ihr gehört eine Beratungsfirma, unter deren Kunden sich auch mehrere Unternehmen der Fortune 1000 befinden.

## Politik
Bean vertrat den 8. Kongresswahlbezirk im Staat Illinois. Der Distrikt liegt in den Vororten Chicagos und gilt als das republikanische Kernland des Staates. Bis zu ihrem Wahlerfolg hatte der Distrikt seit seiner Formation 1935 stets republikanisch gewählt.
Bean kandidierte das erste Mal 2002 für das Mandat. Sie warf dem seit 1969 im Parlament sitzenden Amtsinhaber Phil Crane vor, den Kontakt zur Basis und zur realen Welt verloren zu haben. Der ehemalige Anführer der dogmatischen Konservativen würde seine Parlamentszeit mittlerweile ohne große Aktivitäten absitzen. Besonders warf sie ihm diverse Reisen vor, für die verschiedene Lobbygruppen gezahlt hatten. Bei der Wahl erreichte sie überraschende 43 Prozent; dabei bekam sie kaum Unterstützung aus ihrer Partei, die den Distrikt als ungewinnbar abgeschrieben hatte. Zur Wahl 2002 waren die Grenzen des Wahlbezirks neu gezogen worden, laut Bean in einer Art und Weise, die sich zugunsten Cranes auswirkte, da eher demokratische Gebiete nach der Neuziehung nicht mehr zum 8. Kongressdistrikt gehörten.
Bei den Wahlen 2004 gelang es ihr, fast so viel Geld für den Wahlkampf zu sammeln wie Crane. Das meiste Geld stammte dabei von individuellen Spendern, während Crane auf das Political Action Committee angewiesen war. Die Demokratische Partei unterstützte sie nach ihrem Achtungserfolg 2002 stark, da sie hoffte, diesmal einen Überraschungssieg landen zu können. Unter anderem stellte der Senatskandidat Barack Obama Geld und Helfer bereit, da seine eigenen Wahlaussichten zu diesem Zeitpunkt schon glänzend waren. Bei den Wahlen am 2. November 2004 konnte sie mit 52 Prozent der Stimmen den Sieg erringen.
Bei den Wahlen 2006 wollten die Republikaner in Illinois ihre Anstrengungen auf Beans Bezirk konzentrieren. Wie die Ergebnisse der Präsidentschaftswahlen zeigten, ist der 8. Distrikt immer noch die republikanische Hochburg im Staat. Bean als Parlamentsneuling hatte noch nicht die Mittel, Kontakte und öffentliche Bekanntheit erworben, die ihre Stellung sichern könnten. Mit 51 Prozent der Stimmen konnte sie ihren Sitz gegen David McSweeney verteidigen. 2008 trat sie gegen Steve Greenberg an und errang mit 60 Prozent einen noch deutlicheren Sieg. Die Wahlen von 2010 brachten dann allerdings eine Wende zugunsten der Republikaner; auch Melissa Bean musste ihr Mandat an Joe Walsh abtreten und am 3. Januar 2011 aus dem Repräsentantenhaus ausscheiden.

## Politische Ansichten
Bean gehört zum eher rechten Flügel ihrer Partei, im Repräsentantenhaus stimmte sie mehrfach mit den Republikanern gegen die demokratische Mehrheit. Besonders umstritten war dabei ihre Zustimmung zur CAFTA. Verschiedene US-Gewerkschaften haben angekündigt, sie aufgrund dieser Abstimmung nicht mehr zu unterstützen; die Gewerkschaften waren aber eine wichtige Kraft gewesen, die ihr 2004 den Wahlsieg eingebracht hatten.
Sie ist Mitglied der innerparteilichen Koalition der Blue Dog Democrats und saß während ihrer Zeit im Repräsentantenhaus im Finanzausschuss des Parlaments.